# WASP-15
Désignations
WASP-15, également nommée Nyamien, est une étoile située à environ 284 pc (∼926 al) de la Terre dans la constellation du Centaure. D'un âge estimé à environ 3,9 milliards d'années, l'étoile est plus massive, plus grande, plus chaude et plus lumineuse que le Soleil. À la fin des années 2000, on y découvre WASP-15b, une exoplanète de taille semblable à celle de Jupiter.

## Observation
WASP-15 a d'abord été observée entre le 4 mai et le 17 juillet 2006 par le South African Astronomical Observatory, qui coordonne le programme SuperWASP. Elle est observée à nouveau entre le 31 janvier et le 7 juillet 2007 et entre le 31 janvier et 29 mai 2008.

## Caractéristiques
WASP-15 est une étoile de type F de 1,18 fois la masse de celle du Soleil, pour un rayon environ 1,5 fois plus grand. L'étoile a une température de surface d'environ 6 300 kelvins. Sa métallicité est de −0,17 ± 0,11.
La magnitude en bande V de WASP-15 est de 11,0. Elle n'est donc pas visible à l’œil nu de la Terre.

## WASP-15 b
WASP-15 est l'hôte de la planète WASP-15 b, une géante gazeuse chaude orbitant à une distance d'environ 0,05 unité astronomique de son étoile. Sa période est d'environ 3,75 jours. Elle est également nommée Asye.
WASP-15 b possède un rayon anormalement élevé par rapport à sa masse, qui sont respectivement environ 1,4 fois et 0,5 fois ceux de Jupiter. Le fort rayon de WASP-15 b ne peut pas être expliqué uniquement par sa proximité de l'étoile.

## Noms
WASP-15, et sa planète WASP-15 b, ont été choisies pour l'édition 2019 de la campagne NameExoWorlds organisée par l'Union astronomique internationale, où chaque pays s'est vu attribuer une étoile et une planète à nommer. WASP-15 a ainsi été attribuée à la Côte d'Ivoire. La proposition gagnante pour nommer l'étoile, Nyamien, fait référence à la divinité suprême créatrice de la mythologie des Akans, tandis que le nom de planète, Asye fait référence à la déesse de la Terre de la mythologie akan.